# 마이크 매크리디

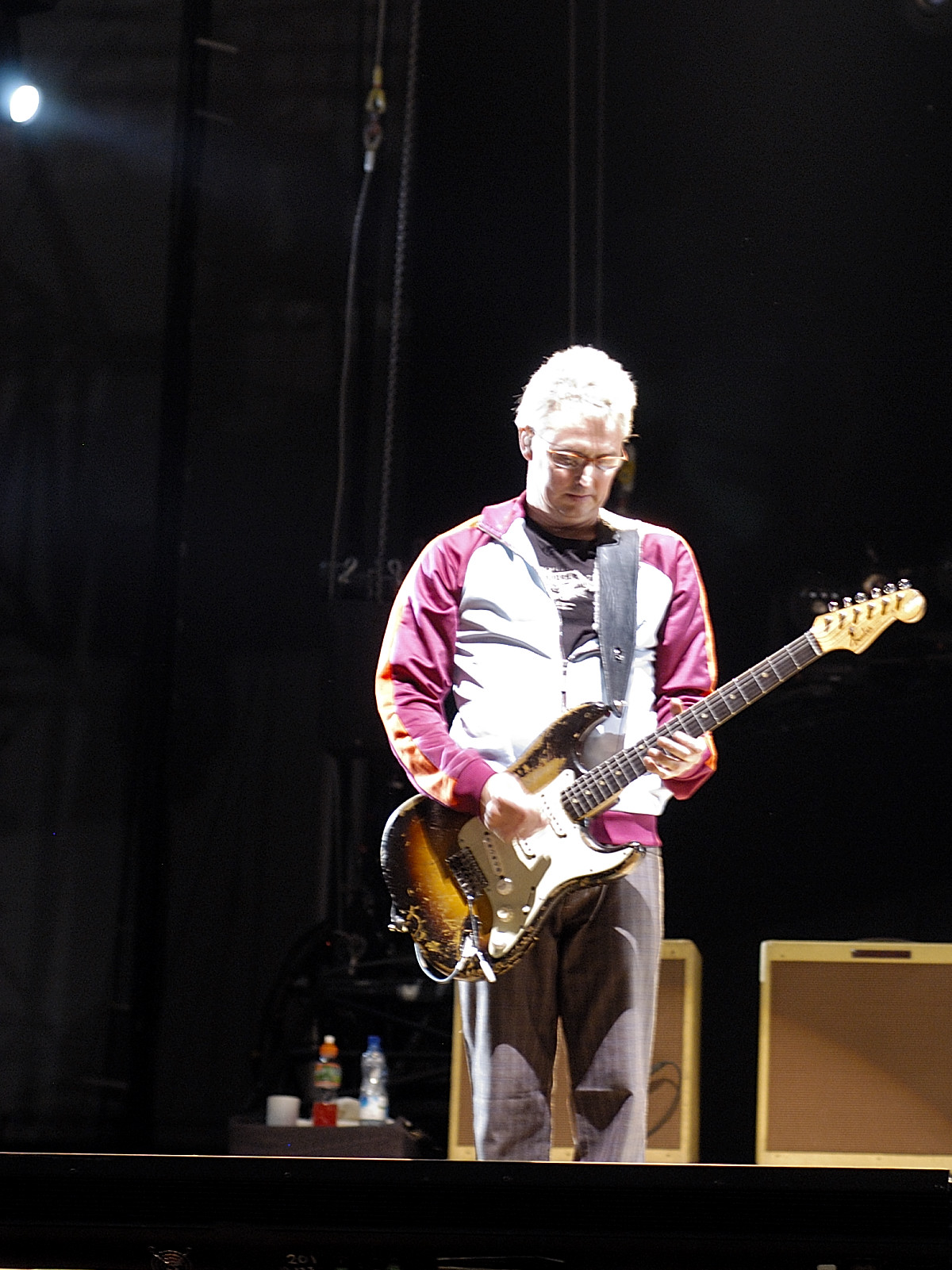
2006년 9월 23일 독일 베를린 공연 중.

마이크 매크리디(Mike McCready, 1966년 4월 5일 ~ )는 미국의 록 밴드 펄 잼의 리드 기타 연주자이다.